# Brachymesia
Brachymesia es un género de libélulas de la familia Libellulidae.
Una especie, la B. gravida, está limitada a los Estados Unidos. Las demás se encuentran en buena parte de América del Sur, las Indias Occidentales y el sur de Estados Unidos.

## Especies
El género incluye las siguientes especies:
- Brachymesia furcata (Hagen, 1861)
- Brachymesia gravida (Calvert, 1890)
- Brachymesia herbida (Gundlach, 1889)

## Galería

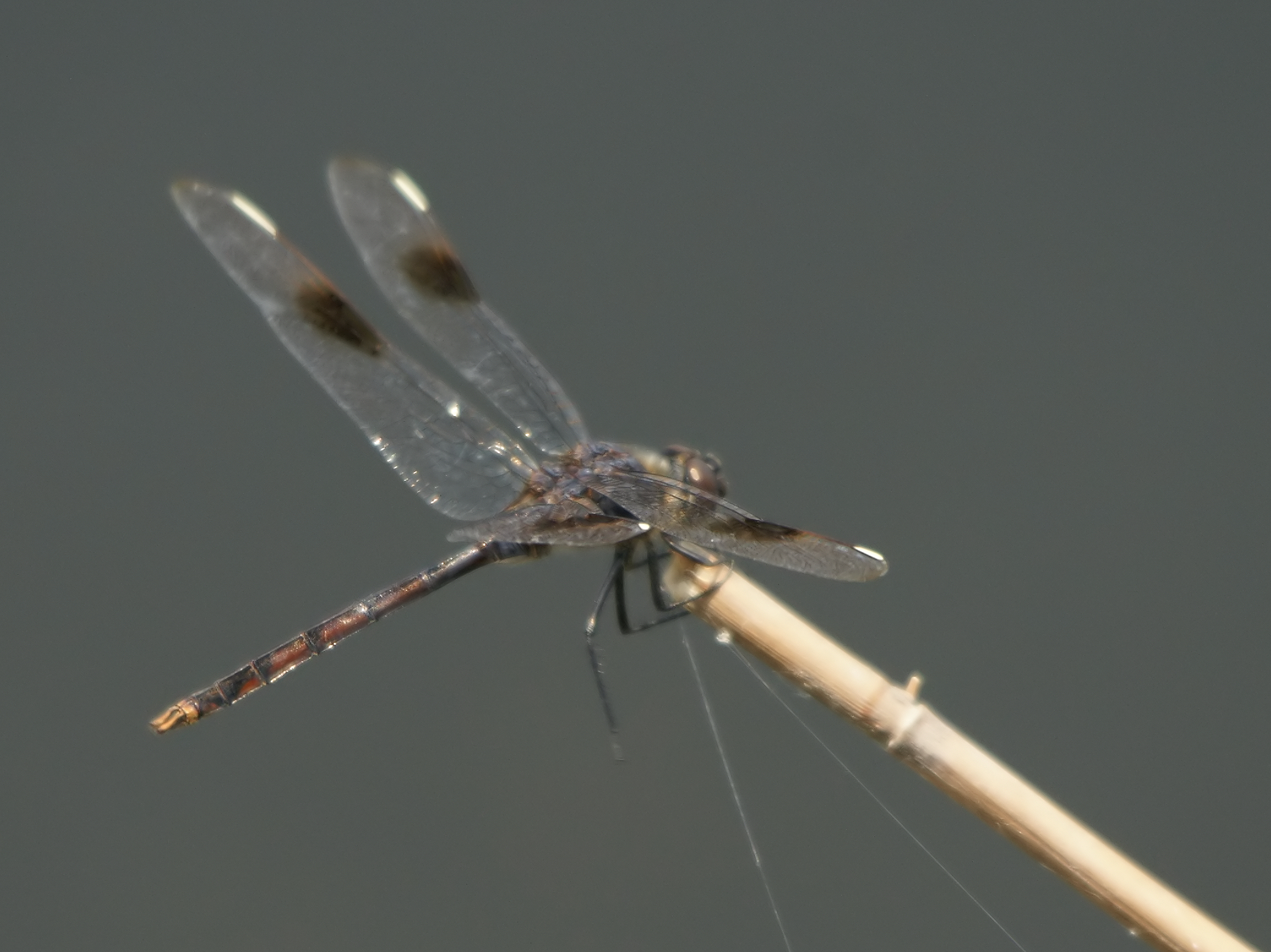
B. gravida, macho, Florida, EE.UU.
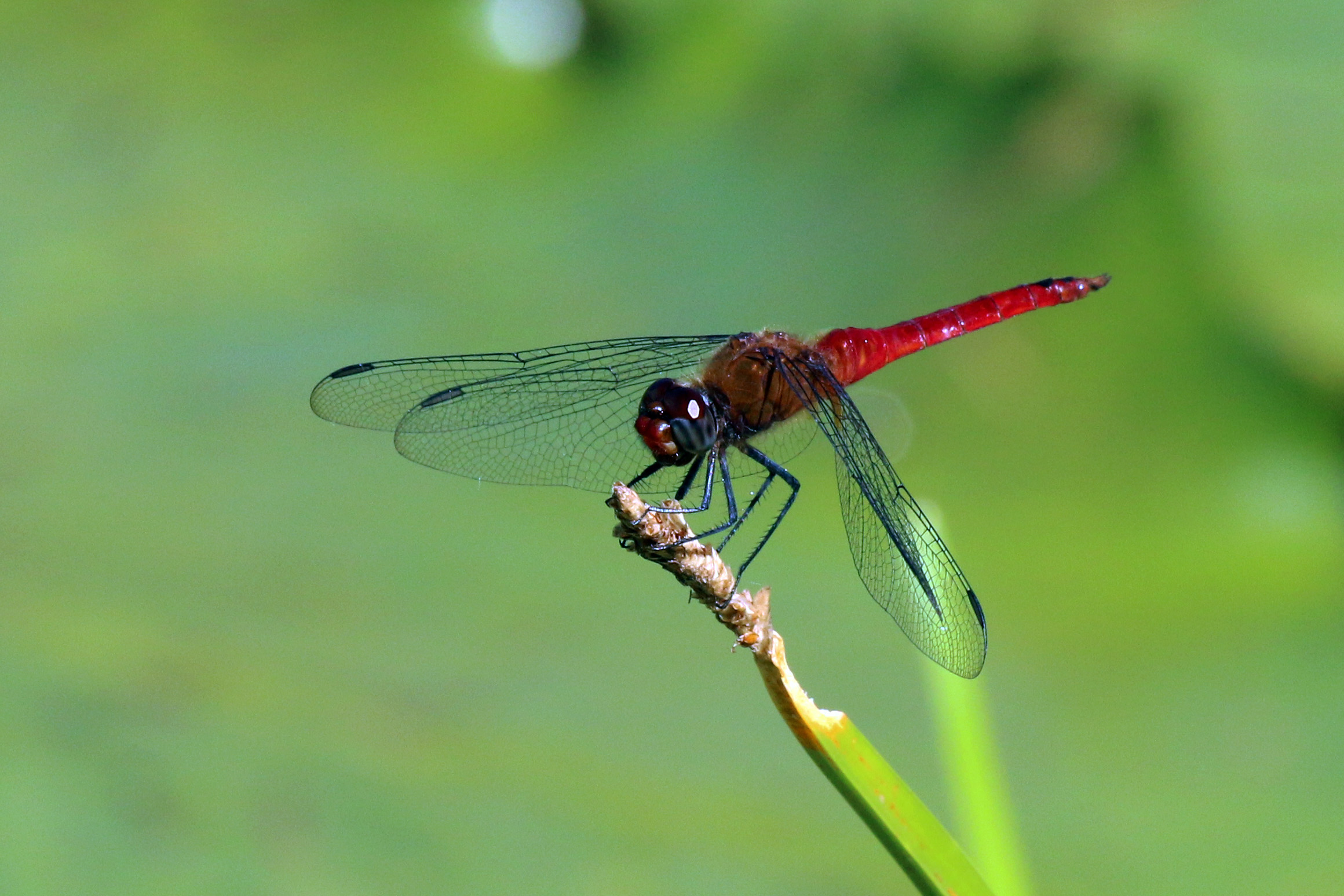
B. furcata, macho, Tobago.
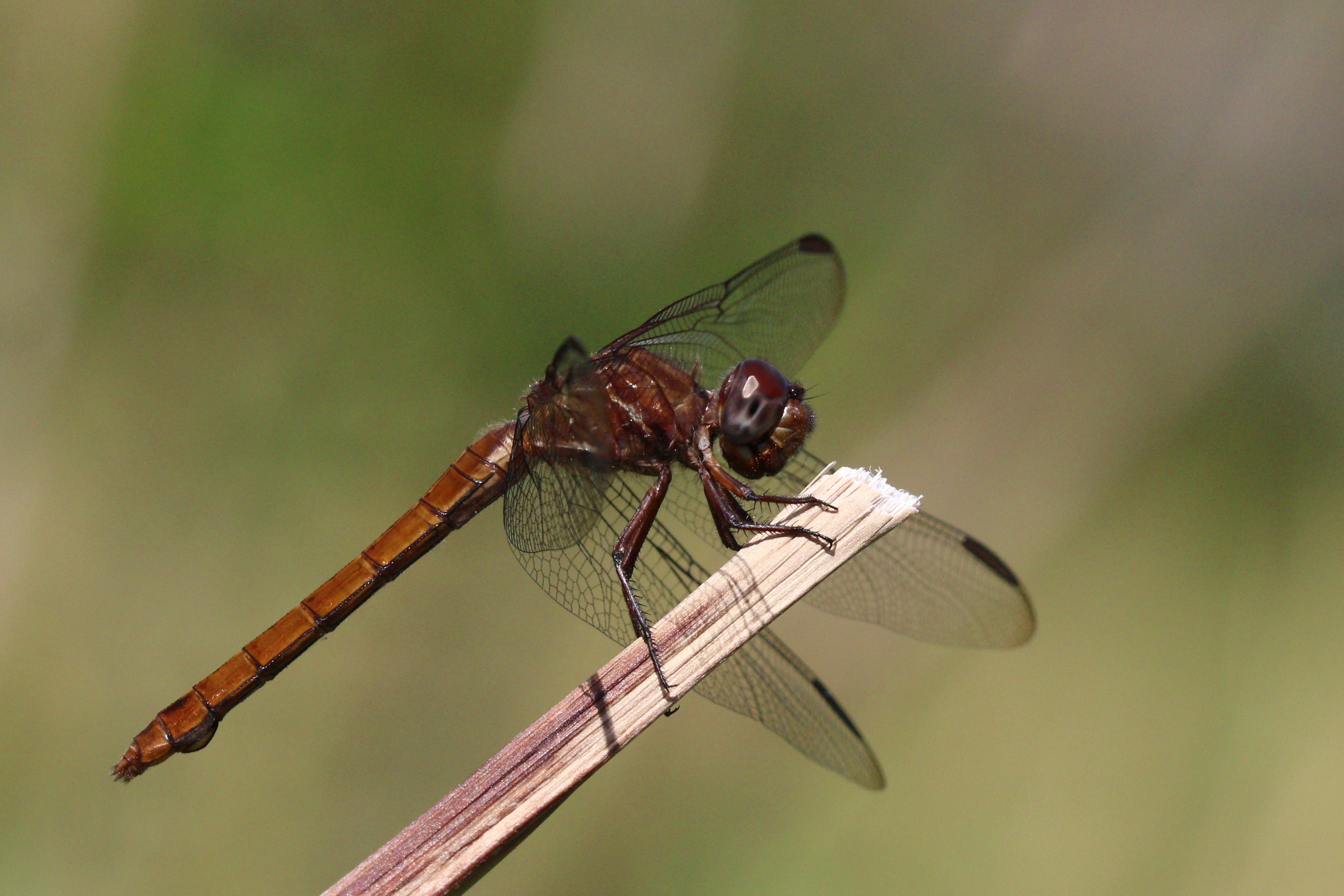
B. furcata, hembra, Gran Caimán.